# Soon-Yi Previn
Previn no Festival de Cinema de Tribeca em 2009
Soon-Yi Previn ( [ˈprɛvɪn], Oh Soon-hee, hangul: 오순희  ; nascido c. 8 de outubro de 1970) é filha adotiva da atriz Mia Farrow e do músico André Previn, e esposa do cineasta Woody Allen. Soon-Yi Previn é notável por seu relacionamento com Allen, que foi namorado de sua mãe adotiva por mais de 10 anos. A relação de Previn com Allen tornou-se notícia nacional em 1992.

## Infância e educação
Soon-Yi Previn (nome original Oh Soon Hee) nasceu na Coréia do Sul . Ela foi encontrada em Seul em 12 de fevereiro de 1976, como uma criança abandonada. Ela foi internada temporariamente na Casa de Maria, uma instituição local para crianças abandonadas, enquanto se fazia um esforço para identificar e localizar seus pais e parentes. Quando a busca falhou, ela foi transferida para o Orfanato de São Paulo. O Tribunal de Família de Seul estabeleceu um Registro do Censo da Família (documento legal de nascimento) em seu nome em 28 de dezembro de 1976, com data de nascimento presumida de 8 de outubro de 1970. Uma cintilografia óssea na época de sua adoção calculou sua idade entre cinco e sete anos.  Previn disse que, quando criança, ela vagava pelas ruas de Seul morrendo de fome e vivendo de latas de lixo.
Antes da adoção de Soon-Yi, a lei dos EUA permitia apenas dois vistos por família para adoção internacional. Sua mãe adotiva, Mia Farrow, solicitou que seus amigos Rose e William Styron pedissem ao deputado americano Michael Harrington que patrocinasse um projeto de lei para mudar essa lei. Em 1977, a lei foi alterada. Em 1978, Farrow e seu então marido, André Previn, adotaram Soon-Yi e a levaram para os Estados Unidos. Logo após a adoção, Farrow escreveu para Nancy Sinatra sobre Soon-Yi, afirmando: "Agora ela fala inglês e está aprendendo a ler, escrever, tocar piano, dançar balé e andar a cavalo". Farrow disse mais tarde que, no momento de sua adoção, Soon-Yi não falava uma língua conhecida e tinha dificuldades de aprendizagem.  Rose Styron é a madrinha de Soon-Yi.
Em 1979, o casamento de Farrow com André Previn acabou e ela começou um relacionamento de longo prazo com Woody Allen. Allen mais tarde adotou dois dos filhos adotivos de Farrow: Dylan Farrow (também conhecido como Eliza) e Moses Farrow. Mia Farrow também deu à luz Ronan Farrow em 1987. 
Soon-Yi Previn se formou na Marymount School de Nova York em 1991. Depois de um verão como vendedora na Bergdorf Goodman, ela começou seu primeiro ano como estudante na Drew University em Madison, New Jersey, em setembro de 1991.
Previn se formou na Drew University. e fez mestrado em educação especial na Columbia University .
Durante sua adolescência, Previn fez uma aparição sem créditos em Hannah and Her Sisters (1986), de Allen, estrelado por Farrow. Ela apareceu como figurante no filme de Paul Mazursky de 1991, Scenes from a Mall,. estrelado por Allen. Ela também apareceu ao lado de Allen no documentário Wild Man Blues (1997). 
Em 1992, Previn disse que Farrow havia abusado dela fisicamente. O irmão de Previn, Moses Farrow, disse que ele também foi fisicamente abusado por Farrow.

## Relacionamento com Woody Allen

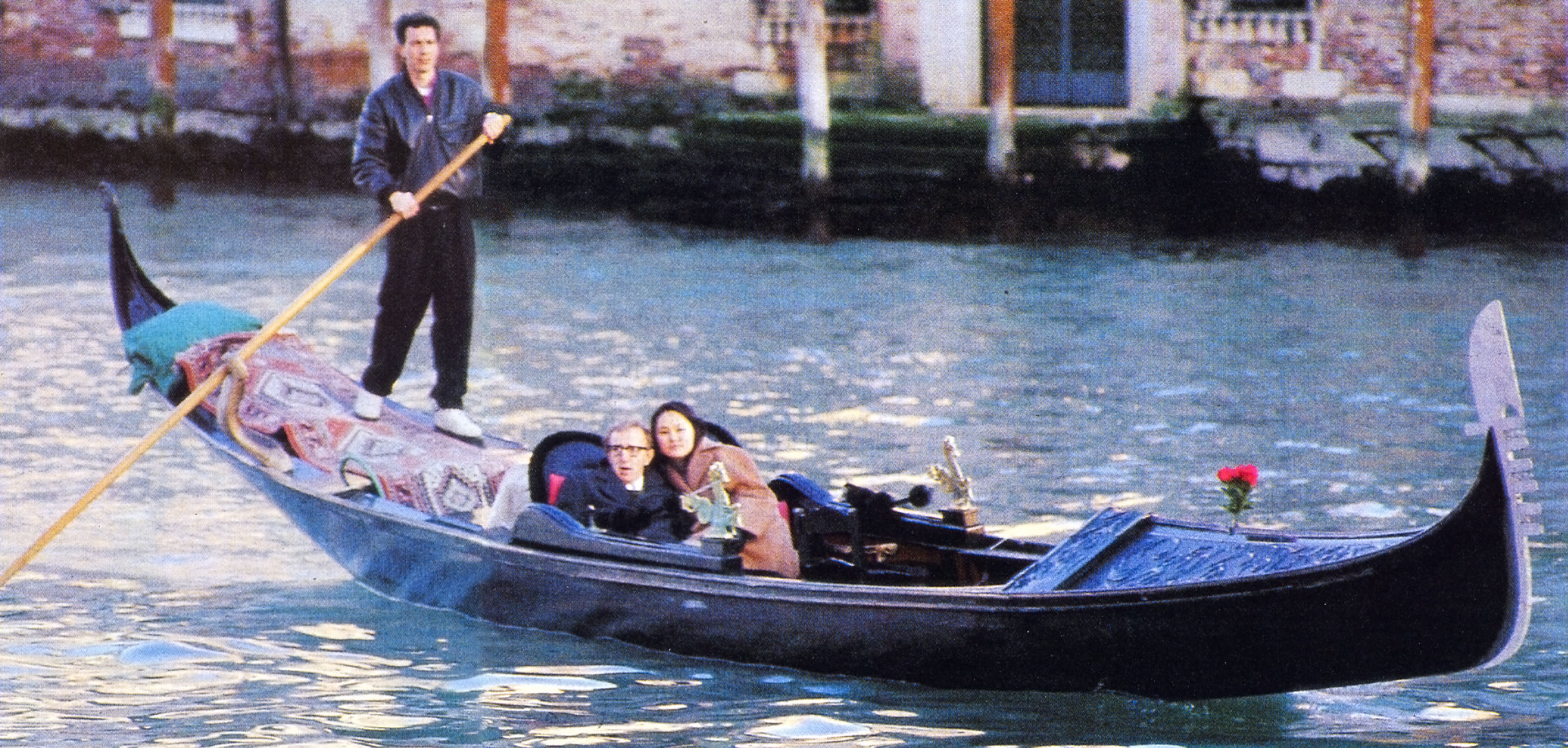
Woody Allen e Soon-Yi Previn em Veneza em 1996

Previn disse que Allen "nunca foi qualquer tipo de figura paterna [para ela]" e acrescentou que ela "nunca teve relações com ele" durante a infância. As conclusões da investigação judicial realizada durante o julgamento de custódia entre Allen e Farrow determinaram que antes de 1990 eles raramente se falavam. De acordo com Previn, sua primeira interação amigável com Allen ocorreu quando ela se machucou jogando futebol no 11º ano e Allen se ofereceu para transportá-la para a escola. Após sua lesão, Previn começou a assistir aos jogos de basquete do New York Knicks com Allen.
Em janeiro de 1992, Farrow encontrou fotos nuas de Previn na casa de Allen. Allen, então com 56 anos, disse a Farrow que havia tirado as fotos no dia anterior, aproximadamente duas semanas depois que ele e Previn tiveram relações sexuais pela primeira vez. Farrow afirma que ela rompeu seu relacionamento com Allen em 1992 após sua descoberta do caso. Previn e Allen contestam isso, alegando que Allen e Farrow não estavam mais namorando quando Farrow descobriu as fotos.
A data exata de nascimento de Previn é desconhecida, mas ela se formou no ensino médio e começou a faculdade em 1991.. De acordo com a data de nascimento que seu orfanato designou, ela completou 21 anos em outubro de 1991. Uma investigação judicial usou dezembro de 1991 como o início do relacionamento sexual de Allen e Previn, mas amigos da família acreditam que pode ter começado na primavera ou verão de 1991.  O depoimento do porteiro e governanta de Allen no tribunal sugeriu que Allen e Previn começaram seu relacionamento sexual durante o último ano de Previn no ensino médio.
Allen descreveu seu relacionamento com Previn como uma "aventura" que se desenvolveu em um relacionamento mais significativo,. mas em uma entrevista em 2018, Previn disse: "Desde o primeiro beijo eu estava perdida e o amava". Ele chamou seu papel no relacionamento desde o casamento de 1997 de "paternal". Em 17 de agosto de 1992, Allen divulgou uma declaração de que estava apaixonado por Previn. Previn ficou surpreso com sua declaração: “Eu só soube que ele me amava quando deu a coletiva de imprensa e disse isso publicamente. Mesmo assim, eu não tinha certeza se ele quis dizer isso. Nunca tínhamos dito essas palavras um ao outro.”
O relacionamento de Previn com Allen tornou-se público e "explodiu em manchetes de tablóides e monólogos noturnos em agosto de 1992". Em sua decisão de 1994 sobre a batalha em curso pela custódia entre Allen e Farrow, Wilk escreveu que descobriu "o fato de que o Sr. Allen tirou [fotos nuas de Previn] em um momento em que ele estava formalmente assumindo a responsabilidade legal por dois dos membros da Sra. Previn irmãos sejam totalmente inaceitáveis. . . No mínimo, demonstra a ausência de quaisquer habilidades parentais. ".
Previn se casou com Allen em Veneza em 22 de dezembro de 1997. Eles adotaram duas filhas juntos: Bechet Dumaine Allen e Manzie Tio Allen. De acordo com amigos de longa data de Previn, Previn dedicou sua vida adulta a ser esposa e mãe dona de casa.
A família Previn-Allen reside no Upper East Side de Manhattan . Em 2018, Previn permaneceu afastado de Farrow.